# 普拉蒂特纳加尔
普拉蒂特纳加尔（Pratitnagar），是印度北阿坎德邦Dehradun县的一个城镇。总人口7078（2001年）。

## 人口
该地2001年总人口7078人，其中男性3511人，女性3567人；0—6岁人口953人，其中男518人，女435人；识字率70.42%，其中男性为76.64%，女性为64.28%。